# Dead Heart in a Dead World
Dead Heart in a Dead World es el cuarto álbum de la banda de metal progresivo Nevermore, lanzado en octubre de 2000. En un estilo comparable a los más oscuros y pesados temas de Queensrÿche, el rango de temas que tocan sus cortes van desde la crítica sobre las condenas por posesión de drogas hasta la crítica contra la religión. El disco incluye una versión del éxito de Simon & Garfunkel "The Sounds of Silence". Es también importante por ser el primer disco de Nevermore en incorporar guitarras de siete cuerdas.
El álbum contiene el sencillo Believe in Nothing, que fue versionado por All That Remains en su disco de 2008 Overcome, y por el grupo Firewind en 2008, en el disco de versiones de Century Media "Covering 20 Years Of Extremes." 

## Recepción por la crítica
En 2005, el disco fue incluido como número 361 en el libro de la revista Rock Hard The 500 Greatest Rock & Metal Albums of All Time.

## Listado de temas
Todas las letras escritas por Warrel Dane excepto "The Sounds of Silence" por Paul Simon, toda la música compuesta por Jeff Loomis y Jason L. Brown excepto "The Sounds of Silence" por Paul Simon. 
| Dead Heart in a Dead World |                                           |          |  |
| N.º                        | Título                                    | Duración |  |
| 1.                         | «Narcosynthesis»                          | 5:31     |  |
| 2.                         | «We Disintegrate»                         | 5:11     |  |
| 3.                         | «Inside Four Walls»                       | 4:39     |  |
| 4.                         | «Evolution 169»                           | 5:51     |  |
| 5.                         | «The River Dragon Has Come»               | 5:05     |  |
| 6.                         | «The Heart Collector»                     | 5:55     |  |
| 7.                         | «Engines of Hate»                         | 4:42     |  |
| 8.                         | «The Sound of Silence»                    | 5:13     |  |
| 9.                         | «Insignificant»                           | 4:56     |  |
| 10.                        | «Believe in Nothing»                      | 4:21     |  |
| 11.                        | «Dead Heart in a Dead World»              | 5:06     |  |
| 12.                        | «Next in Line» (bonus video track)        |          |  |
| 13.                        | «What Tomorrow Knows» (bonus video track) |          |  |

## Personal
Banda
- Warrel Dane - voces
- Jeff Loomis - guitarras
- Jason L. Brown - guitarras
- Jim Sheppard - bajo
- Van Williams - batería

Otros
- Andy Sneap - producción, ingeniería, mezcla, masterización
- Justin Leeah - ingeniería adicional
- Bobby Torres - ingeniería adicional
- Travis Smith - ilustraciones, diseño, maquetación
- Karen Mason-Blair - fotografía de grupo
- Neil Sussman - representación legal

## Posición en listas
| Lista                         | Posición |
| ----------------------------- | -------- |
| Listas de Álbumes en Alemania | 57       |